# Rodolfo Prados
Rodolfo Prados es un músico español.

## Biografía
Aunque nació en Rota donde vivió durante sus primeros 10 años, su familia se traslada a Sevilla y es allí donde comienza a interesarse por la música formando parte de la coral de su colegio Santa Ana y de la compañía de teatro de Títere sin cabeza. Tras su paso por la universidad, se licencia en Ciencias Económicas y Empresariales y se traslada a Londres para estudiar música.
Se dio a conocer a través del show televisivo Operación Triunfo, para el que compuso, junto con Moyita, el sencillo "Me lo dices o me lo cuentas".
En el 2005 siguiendo con el éxito del programa, publica su primer álbum "Otra tapita, por favor!"'. "Chipiplancha", tema compuesto por él, se convirtió en su primer single al que siguió "Ay mamá!".
Es en el verano del 2007, cuando publica su segundo álbum "Mujeres vampiresas" con influencias que fusionan los estilos techno y latino. "Mujeres vampiresas" fue producido por el productor español Luis Carlos Esteban y su segundo sencillo "Tiki taka" fue producido por Jacobo Calderón, hijo del productor Juan Carlos Calderón. 
En el vídeo de su primer sencillo Arriquitaun taun taun contó con el apoyo de José Manuel Parada y Lara Dibildos entre otros y en su segundo video ¿Sabes lo que te digo? contó con la presencia de Teresa Gimpera y Elsa Anka.
En enero del 2009, Rodolfo comienza a grabar el tercer trabajo de su carrera en solitario "El patio de mi casa" producido por Graziani Moglia. El artista, está recorriendo Asia para la grabación de este último disco hasta la fecha. El primer sencillo del álbum, que le da nombre al disco, se grabará durante el mes de septiembre en China.

## Discografía
- Otra tapita, por favor! (2005

- Mujeres Vampiresas (2007

- El patio de mi casa (2009